# Arrauschildpad
De arrauschildpad of arraoe (Podocnemis expansa) is een schildpad uit de familie van de scheenplaatschildpadden (Podocnemididae).

## Naam en indeling
De wetenschappelijke naam van de soort werd in 1812 als Emys expansa gepubliceerd door August Friedrich Schweigger. De soortaanduiding expansa betekent letterlijk 'uitgespreid' en is het bijvoeglijk naamwoord op basis van het voltooid deelwoord van het Latijnse 'expandere'. Deze naam slaat op het rugschild, dat naar achteren toe breder wordt.
De naam arrau komt uit de uitgestorven Arawaktaal Maipure en betekent 'schildpad'.

## Kenmerken
De schildpad heeft een dikke kop, tussen de neusgaten en de achterzijde van de ogen is een duidelijke groef aanwezig. Zoals alle schildpadden uit de onderorde halswenders (Pleurodira) kan de nek niet volledig onder het schild teruggetrokken worden, maar wordt deze zijdelings onder het schild geborgen. De mannetjes hebben een schildlengte van 55 centimeter en bereiken een gewicht van ongeveer zestig kilo. De vrouwtjes worden aanzienlijk groter en bereiken een schildlengte van ongeveer 89 cm en een gewicht van negentig kilo. Ze kunnen ook wel een meter lang worden en het record staat op ruim een meter (107 cm), waarmee het de grootste soort moerasschildpad van Zuid-Amerika is.
Juveniele dieren hebben meestal een bruingroen tot groengrijs schild, de schildrand is geel. De kop is relatief groot en is voorzien van gele vlekken, de schubben aan de rand van het schild (de marginaalplaten) zijn vergroot en worden relatief kleiner naarmate de dieren ouder worden.
De plastronformule is meestal als volgt: abd > pect > fem > intergul > an > gul > hum.

## Levenswijze
Het voedsel bestaat voornamelijk uit planten die in het water gegeten worden, zoals waterplanten maar ook plantendelen die in het water vallen worden geconsumeerd zoals fruit en bloemen. Een belangrijk deel van het menu bestaat uit zoetwatersponzen die op in het water gevallen bomen groeien.
De mannetjes en vrouwtjes verzamelen zich aan het einde van het droge seizoen in grote groepen bij zandbanken, waar de vrouwtjes worden bevrucht. Een dergelijke massale trek wordt wel arribada genoemd - Spaans voor 'aankomst' - en is voornamelijk bekend van verschillende soorten zeeschildpadden. Vervolgens nemen de vrouwtjes vaak een zonnebad op de oever zodat de eieren zich sneller ontwikkelen. De vrouwtjes graven 's nachts een nest in de zandbanken of eilandjes in rivieren op enige afstand van de waterlijn. De eieren zijn 42 bij 40 millimeter en bijna rond van vorm, ze hebben een leerachtige schaal. Het aantal eieren varieert van 75 tot 125 per legsel, soms worden zeer grote eieren geproduceerd van 50 tot 60 millimeter die echter niet levensvatbaar zijn. De incubatieperiode is met ongeveer 45 dagen relatief kort. De juvenielen kruipen 's nachts uit het ei, waarschijnlijk om predatie van vogels te voorkomen. Het overgrote deel van de kleine schildpadden wordt echter opgegeten door vijanden als krokodilachtigen en roofvissen. Oudere dieren hebben vanwege hun formaat vrijwel geen vijanden meer. De arrauschildpad kan meer dan 25 jaar oud worden.

## Verspreiding en habitat

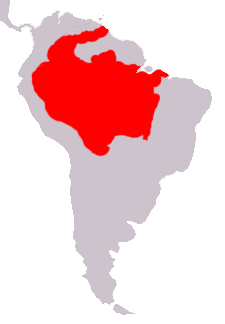
Verspreidingsgebied in het rood.

De schildpad komt voor in het noordelijke deel van Zuid-Amerika en leeft in de landen Bolivia, Brazilië, Colombia, Ecuador, Guyana, Peru en Venezuela, mogelijk in Frans-Guyana en Trinidad. Het areaal beslaat de stroomgebieden van de rivieren Orinoco en Amazone. De habitat bestaat uit meren, vijvers in bossen, rivieren, rivierarmen en lagunen. Vanwege het grote lichaam en de krachtige poten kan de schildpad ook in snelstromende wateren worden aangetroffen.

## Bedreiging en bescherming
De arrauschildpad wordt al sinds mensenheugenis een belangrijke voedselbron voor de lokale indianen. Zowel het vlees als de eieren werden gebruikt als voedsel. Henry Walter Bates schatte in zijn boek The Naturalist on the River Amazons uit 1863 dat ieder jaar 48 miljoen eieren werden geraapt. De eieren werden niet alleen gebruikt voor directe consumptie maar er werd ook olie uit gewonnen. De massale slachtingen van de schildpadden en hun eieren zijn goed bestudeerd vanaf het moment dat de kolonisten arriveerden en ook latere missionarissen schreven erover, zoals Alexander von Humboldt in 1814. In sommige streken groeven vroeger tienduizenden vrouwtjes een nest maar worden er tegenwoordig nog maar enkele honderden waargenomen. Veel van de bekende nestlocaties worden beschermd maar er vindt veel stroperij plaats. Er zijn programma's opgezet om de jongen enige tijd op te laten groeien en ze later uit te zetten zodat ze een voorsprong hebben. In dierentuinen wordt de schildpad soms gefokt; in juli 2006 werden er in Blijdorp 10 arrauschildpadjes geboren.

### Beschermingsstatus
Lange tijd werd de soort beschouwd als bedreigd, in 1996 werd de beschermingsstatus 'van bescherming afhankelijk' toegewezen. Door de internationale natuurbeschermingsorganisatie IUCN is er tegenwoordig geen beschermingsstatus toegekend omdat er geen verspreidingskaart voorhanden was voor een nieuwe beoordeling.